# Soukromá vysoká škola ekonomických studií
Soukromá vysoká škola ekonomických studií, s.r.o. (SVŠES) byla soukromá vysoká škola neuniverzitního typu, zanikala v letech 2017 až 2018, následně se sloučila s Vysokou školu regionálního rozvoje a Bankovní institut – AMBIS (v současnosti AMBIS vysoká škola).

## Studium
Studium bylo možné absolvovat v prezenční formě či kombinované formě studia.
Bakalářské studium
| Studijní program                 | Studijní obor                                        |
| -------------------------------- | ---------------------------------------------------- |
| Ekonomika a management (B 62 08) | Management organizací (6208R045)                     |
| Ekonomika a management (B 62 08) | Účetnictví (6202R048)                                |
| Ekonomika a management (B 62 08) | Mezinárodní ekonomika a právo v podnikání (6208R159) |

Absolvent získával titul bakalář (Bc.).
Navazující magisterské studium
| Studijní program                 | Studijní obor | specializace                                                                              |
| -------------------------------- | ------------- | ----------------------------------------------------------------------------------------- |
| Ekonomika a management (N 62 08) | Management    | Strategický management; Management firemních financí, Management v mezinárodním podnikání |

Absolvent získával titul inženýr (Ing.).